# Liuwan-Museum für bemalte Töpferwaren
Das Liuwan-Museum für bemalte Töpferwaren (Qinghai Liuwan caitao bowuguan 青海柳湾彩陶博物馆) ist ein Museum im Kreis Ledu der chinesischen Provinz Qinghai. Es ist Chinas größtes Forschungszentrum für bemalte Töpferwaren. In Liuwan wurden viele Gräber und bemalte Töpferwaren der Jungsteinzeit ausgegraben, die im Museum ausgestellt sind. Das Museum wurde 2004 eröffnet und hat eine Sammlung von 37.925 Objekten. 